# Mily nagy vagy Te
A "Mily nagy vagy Te" keresztény ének, amely egy Carl Gustav Boberg által 1885-ben írt svéd dalon alapul. Magyar fordítása a "Nagy Istenem, ha nézem a világot" sorral kezdődik. Először német és orosz nyelvre fordították le, majd az orosz alapján Stuart K. Hine misszionárius ültette át angolra. Billy Graham igehirdetési útjai során George Beverly Shea és Cliff Barrows népszerűsítette. A BBC által készített Songs of Praise című műsorban az Egyesült Királyság legkedveltebb himnuszának szavazták meg.A Christianity Today magazin által 2001-ben  készített felmérés során a dal második helyre került (az "Amazing Grace" után) a minden idők legkedveltebb keresztény énekeinek listáján.

## A szöveg keletkezése

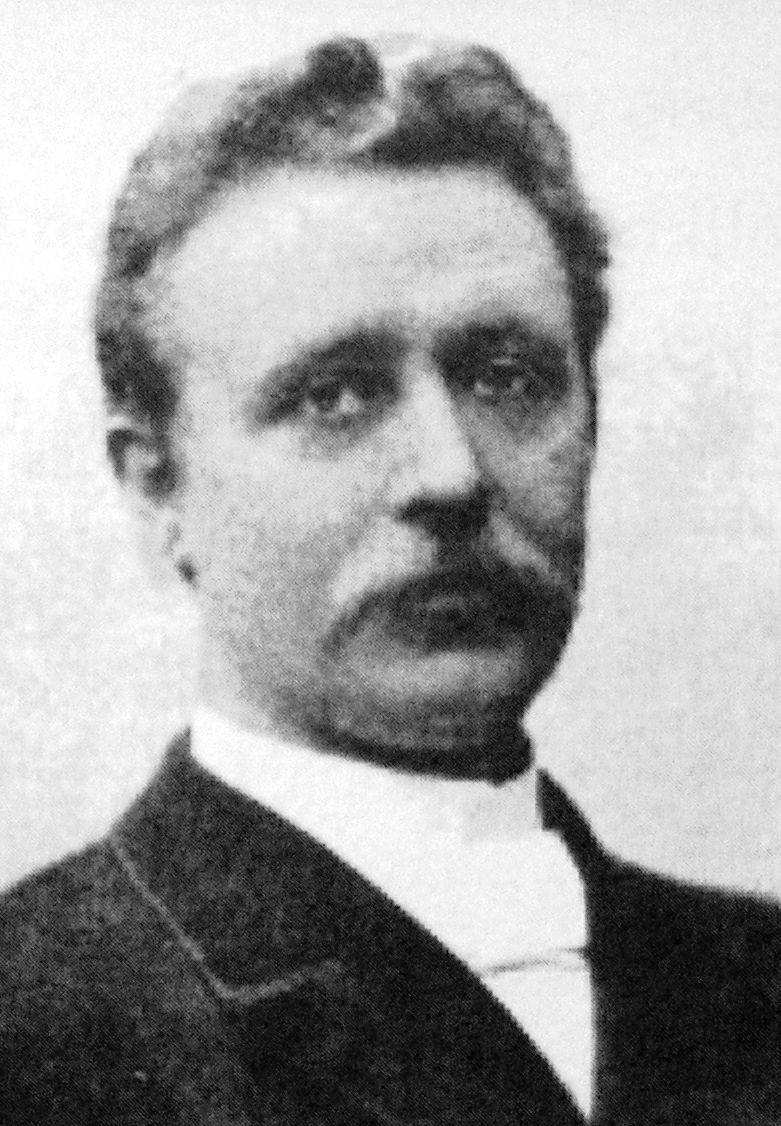
Carl Boberg

Boberg 1885-ben írta az "O Store Gud" (Ó, nagy Isten) című kilenc versszakból álló versét.
Az ihlet akkor érkezett, amikor Boberg éppen hazafelé tartott egy Kronobäck melletti  templomból, és a harangszót hallgatta. Hirtelen vihar tört ki, és amilyen hamar jött, úgy el is halt, és a Mönsterås öböl felett nyugalom és béke honolt.
Amikor Boberg hazaért, kinyitotta az ablakot és a tükörsima Mönsterås öblöt látta maga előtt. Az öblön túli erdőből rigófüttyöt hallott, és a templom harangja szólt az esti csendben. A képeknek és hangoknak ez a sorozata ihlette a dal megírására.
Boberg unoka-unokaöccse, Bud Boberg szerint, "Apám úgy adta elő a történetet, hogy a dal a nyolcadik zsoltár parafrázisaként született a svéd “földalatti egyházban” az 1800-as évek végén, amikor a baptistákat üldözték"

## Kiadása és zenéje
Boberg a Mönsterås Tidningen című lapban jelentette meg költeményét 1886. március 13-án.
Az első ismert nyilvános előadása Värmland tartományban volt 1888-ban, ahol egy régi svéd népdal dallamát társították hozzá. Nyolc versszak és a dallam megjelent az 1890-ben kiadott Sions Harpan-ban.
1890-ben Boberg a Sanningsvittnet szerkesztője lett, és ebben jelent meg először a szöveg és a zene 1891. április 16-án.  A zongorára és gitárra történő hangszerelést Adolph Edgren zenetanár és orgonista írta.
Boberg utóbb eladta a jogokat a Svenska Missionsförbundetnek, így a dal megjelent az egyház 1894-ben kiadott énekeskönyvében.

## Fordításai
Német fordítását egy gazdag balti német nemes, a baptista Manfred von Glehn készítette 1907-ben, aki Észtországban hallotta a himnuszt, ahol svéd kisebbség élt. Első ízben a Blankenburger Lieder-ben jelent meg, és Németországban "Wie groß bist Du" címen vált népszerűvé.
A német változat feltehetőleg Oroszországba is eljutott, ahol 1912-ben Ivan Sztyepanovics Prokanov fordította le „Великий Бог“ címmel. 
Az első szöveghű angol fordítását E. Gustav Johnson, az illinoisi North Park College professzora készítette; ebből az első, második és 7-9. versszak jelent 1925-ben a Covenant Hymnal-ban "O Mighty God" címmel. Stuart Wesley Keene Hine brit metodista misszionárius 1931-ben Ukrajnában ismerkedett meg a dal orosz változatával, és elkészítette angol parafrázisát “How Great Thou Art" címmel, de csak 1949-ben véglegesítette Ezt követően a brit misszionáriusok elterjesztették a dalt Afrikában és Indiában, a korábbi brit gyarmatokon.
A dalt számos nyelvre lefordították, többek között kínaira ("祢真偉大"), japánra, koreaira (주 하나님 지으신 모든세계), indonéz nyelvre ("Ajaib Tuhan"), románra ("O, Doamne Mare!" és "Spre Cel din slăvi", szlovákra ("Nebeský Bože, Tvorca všehomíra", Evanjelický spevník no.628), vietnamira ("Lớn Bấy Duy Ngài"), és eszperantóra
Magyar fordítását Déri Balázs készítette.

## Híres előadói
A dal hires előadói között szerepel a the Blackwood Brothers Quartet, Dixie Carter, Charlie Daniels, Tennessee Ernie Ford, Burl Ives, Alan Jackson, Dolly Parton, Martina McBride, Elvis Presley, Roy Rogers, George Beverly Shea, Carrie Underwood és Connie Smith,
A dalt több mint ezerhétszázszor vették fel és számos televíziós műsorban szerepelt.

## Fordítás
- Ez a szócikk részben vagy egészben  a   How Great Thou Art című angol Wikipédia-szócikk ezen változatának fordításán alapul.  Az eredeti cikk szerkesztőit annak laptörténete sorolja fel. Ez a jelzés csupán a megfogalmazás eredetét és a szerzői jogokat jelzi, nem szolgál a cikkben szereplő információk forrásmegjelöléseként.